# Антипапа Клемент VIII
Клемент VIII, рођен као Гил Санчез Муњоз и Карбон (1369/1370 - 28. децембар 1445/1446) је био антипапа Римокатоличке цркве, од 10. јуна 1423. до 26. јула 1429. године. Последњи је у низу авињонских папа у спору познатом као Западна шизма. 

## Биографија
Рођен је у Теруелу 1369. или 1370. године. Био је пријатељ и саветник будућег авињонског папе Бенедикта XIII и члан авињонске курије. Године 1396. био је изасланик код епископа Валенсије, настојећи да придобије шпанску подршку авињонској страни. Бенедикт је именовао четворицу кардинала. Након Бенедиктове смрти тројица од њих су 10. јуна 1423. године изабрали Санчеза Муњоза за новог папу. Четврти, Жан Карије, који је био одсутан, прогласио је избор неважећим, а заузврат је изабрао свог антипапу који је понео име Бенедикт XIV. Клемент је зато екскомуницирао Жана Каријера.
Судбина Клемента повезана је са амбицијама Алфонса V од Арагона. Алфонсо је желео да преговара за Напуљ, те је стога дао подршку Клементу. Његова супруга Марија од Кастиље као и арагонски епископи подржали су папу Мартина V. Лета 1423. године Алфонсо је убедио Републику Сијену да призна Клемента, чиме је обезбедио подршку самог града Павије, где је папа Мартин сазвао екуменски сабор. 
Напорима кардинала Пјера де Фоа, способног дипломате и краљевог рођака, постигнут је споразум између Алфонса и папе Мартина. Алфонсо је затим послао делегацију 1428. године (на челу са Алфонсом де Борцијом, будућим папом Калистом III, да убеди Клемента да призна Мартина. Клемент је абдицирао 26. јуна 1429. године и натерао кардинале да изаберу Мартина за његовог наследника. Абдикација му је потврђена средином августа. Клемент је морао да се покаје пред Мартином, а потом му је папа доделио епископију Мајорку. Санчез Муњоз је умро 26. децембра 1445. или 1446. године. 